# Шанлъурфа
 Тази статия е за съвременния турски град.  За античния вижте Едеса.  
Шанлъ̀урфа̀ (на турски: Şanlıurfa) или Урфа (на турски: Urfa) е град в Югоизточна Турция, осми по големина в страната, административен център на едноименния вилает Шанлъурфа. Град Шанлъурфа е с население от 2 035 809 жители (2018 г.) Разположен е на 477 m н.в. на около осемдесет километра източно от река Ефрат.

## Личности
Родени
- Ибрахим Татлъсес (р. 1952), турски певец, киноартист и кинорежисьор